# Egil Johnny Orre
Egil Johnny Orre (9 dicembre 1920 – Bærum, 30 novembre 2012) è stato un calciatore norvegese, di ruolo attaccante.

## Carriera
Ha militato in massima serie con la maglia dell'Asker Fotball, con cui ha disputato 111 partite e segnato 27 reti.
È stato convocato dalla nazionale norvegese per i Giochi olimpici del 1952 di Helsinki; non ha disputato alcun incontro nella competizione.